# Jasper Sitwell
Jasper Sitwell é um personagem fictício das histórias em quadrinhos do Universo Marvel, publicadas pela editora americana Marvel Comics. Criado por Stan Lee e Jack Kirby, ele é um agente de espionagem da S.H.I.E.L.D. e apareceu pela primeira vez em Strange Tales#144 (Maio de 1966). No universo Ultimate Marvel, Sitwell é um agente do governo. Jasper Sitwell foi adaptado para outras mídias e é interpretado por Maximiliano Hernández no Universo Cinematográfico Marvel.